# We’ll Meet Again
We’ll Meet Again ist eines der berühmtesten Lieder der Ära des Zweiten Weltkriegs, geschrieben 1939 von Ross Parker und Hughie Charles. Es wurde in der Version der englischen Sängerin Vera Lynn bekannt und entwickelte sich in der Folge zur Hymne für die Soldaten und ihre Familien. In Deutschland wurde das Lied erst 1945 bekannt. Die Touren bei den britischen Soldaten an der Front trugen zum Image von Vera Lynn als „The Forces’ Sweetheart“ bei. Das Lied war eines der damals populären Crooning-Lieder.

## Hintergrund

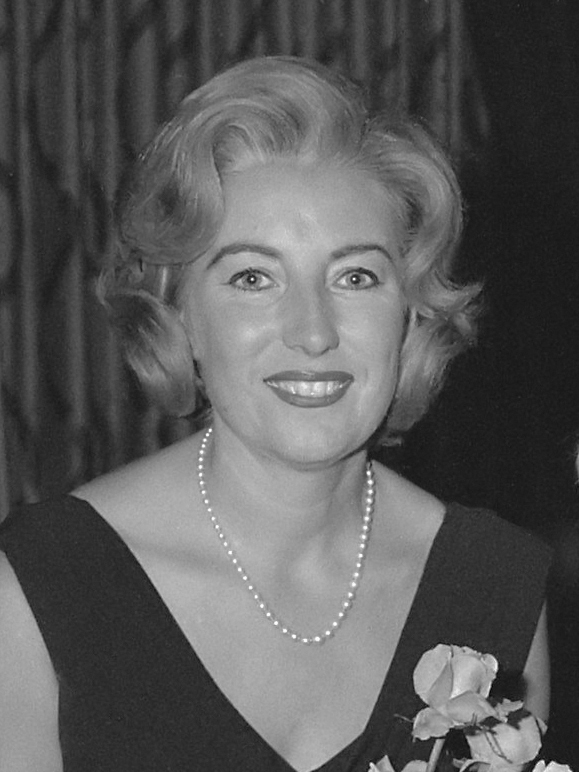
Vera Lynn (1962)

Ross Parker und Hughie Charles schrieben das Lied, um Familien zuhause zu trösten, die Angst hatten, ihre Familienangehörigen und Geliebten wegen des Krieges nicht mehr zu sehen.
Vera Lynn war die erste Sängerin, die das Lied aufgenommen hat. Obwohl sie bereits im Alter von sieben Jahren begann, musikalisch aktiv zu werden, war dieses Lied ihr Durchbruch.

## Erfolg
Das Lied war ein großer Erfolg, doch war es offiziell kein Hit, da die britischen Charts noch nicht existierten. Das Best-of-Album We’ll Meet Again – The Very Best Of im Jahre 2009 hingegen erreichte den ersten Platz der britischen Albumcharts. Auch im Jahre 2020 kam das Lied in die Charts, da Elisabeth II. es in einer Fernsehansprache über die COVID-19-Pandemie erwähnte.

### Kritik
Ein Großteil der Kritik richtete sich an den Crooning-Stil. Letztendlich wurde die Kritik so laut, sodass die BBC Vera Lynns Radiosendung Sincerely Yours, die mehr als 20 Prozent der britischen Bevölkerung erreichte, nach nur zwölf Sendungen absetzte. Trotzdem sank die Popularität von Vera Lynn nicht.

## In der Populärkultur

### Filme, Fernsehen und Radio
Das Lied wurde in Lynns Radiosendung Sincerely Yours jedes Mal am Ende gespielt.
Im Jahre 1943 wurde ein gleichnamiges Musical veröffentlicht, bei dem Vera Lynn die Hauptrolle spielte. Seinen wohl berühmtesten Filmeinsatz hat das Lied am Ende des Filmklassikers Dr. Seltsam oder: Wie ich lernte, die Bombe zu lieben von Stanley Kubrick. Bei Dr. Seltsam oder: Wie ich lernte, die Bombe zu lieben wird das Lied ironisch genutzt, da in der Szene die Menschheit durch einen nuklearen Holocaust ausgelöscht wurde. Daneben war das Lied auch in dem Kinofilm Kong: Skull Island (2017), in der britischen Miniserie The Singing Detective (1986) sowie in Fernsehserien wie True Blood, Inspector Barnaby, The Blacklist, Stranger Things und Futurama eingesetzt. In der Kinderserie Gravity Falls spielte der Hauptantagonist, Bill Cipher, während einer der drei finalen Folgen eine kürzere und abgewandelte Version des Liedes, zur 10-Jahre-Feier der TV-Serie postete Alex Hirsch eine volle abgeänderte Version von dem Lied, in dem alle Charaktere, die er selber gesprochen hat, das Lied singen.

Im Videospiel Far Cry 5 ist es der erste Song am Ende des Spiels während dem Abspann. Es könnte eine Anspielung auf den Film Dr. Seltsam sein, da eine Variante des Endes von Far Cry 5 wie beim Film ebenfalls mit einem nuclearen Holocaust endet.

### In anderen Liedern
Pink Floyd zitierte das Stück in ihrem nach der Sängerin benannten Lied Vera auf dem Album The Wall. Auch hier wurde es ironisch genutzt, weil der Vater des Sängers Roger Waters im Zweiten Weltkrieg gefallen war. ABBA zitieren den Refrain von We'll Meet Again in ihrem Lied Hasta Mañana.

### Covers
Unter anderen coverten Musiker wie die The Byrds, Johnny Cash, Peggy Lee und The Ink Spots das Lied.

### In Reden
Elisabeth II. nutzte am 5. April 2020 in ihrer Rede über die COVID-19-Pandemie Zeilen aus dem Lied. Ihr Wortlaut war genau:

“We should take comfort that while we may have more still to endure, better days will return: we will be with our friends again; we will be with our families again; we will meet again”

Vera Lynn reagierte darauf positiv. Eine Woche später – zwei Monate vor Lynns Tod – veröffentlichten Lynn und die Sängerin Katherine Jenkins anlässlich der Pandemie ein gemeinsames Duett des Liedes, die Einnahmen werden gespendet.